# Moktar Ould Daddah
Moktar Ould Daddah, född 25 december 1924 i Boutilimit, Mauretanien, död 14 oktober 2003 i Paris, Frankrike, blev Mauretaniens förste president 28 november 1960, och störtades i en militärkupp 10 juli 1978, till följd av Mauretaniens inblandning i kriget mot Polisario, vilket hade skapat svår ekonomisk kris i landet.